# Bolsa de Briansk
La Bolsa de Briansk se formó en octubre de 1941 cerca de la localidad rusa del mismo nombre, durante la Gran Guerra Patria entre la Alemania Nazi y la Unión Soviética, como parte de la Segunda Guerra Mundial. En esta bolsa quedaron atrapados dos ejércitos soviéticos. La batalla de Viazma y de Briansk marcaron el inicio de la campaña alemana contra Moscú, llamada operación Tifón.

## Antecedentes
En junio de 1941, Alemania invadió a la Unión Soviética sorpresivamente (véase Operación Barbarroja). Esta campaña produjo enormes pérdidas para el Ejército Rojo. Sin embargo, la Wehrmacht alemana fue frenando su avance a medida que se iba adentrando cada vez más a Rusia. Aunque los generales alemanes presionaban a Hitler para que diera la orden de tomar Moscú, éste rehusó, alegando que la toma de Crimea, Ucrania y los estados Bálticos eran más importantes estratégicamente.
Para finales de agosto, Ucrania había sido controlada en casi su totalidad y las luchas libradas en Smolensk dejaban claro que pronto los ejércitos alemanes tendrían el camino abierto a Moscú. Sólo entonces Hitler permitió la toma de la capital soviética, aunque se perdió mucho tiempo reorganizando el Grupo de Ejércitos Centro, que estaba disperso por Rusia.
Al caer Smolensk, los generales alemanes deciden tomar Moscú mediante un movimiento de pinzas, de esta manera, dos ejércitos panzer y dos de infantería atraparían a las fuerzas defensivas en Viazma en el norte, mientras que un ejército panzer y otro de infantería atraparía a las fuerzas de Briansk en el sur, las cuales se protegían detrás del río Desná.

## La captura
La línea soviética era débil todavía, por lo que se planea un ataque con movimiento de pinzas, con el objetivo de atrapar a las fuerzas soviéticas. De esta manera, mientras el II Ejército de Maximilian von Weichs avanza por el norte de Briansk, para luego bajar a Oriol, el II Ejército Panzer de Heinz Guderian baja para participar en el cierra de la primera Batalla de Kiev.
Oriol fue capturada el 3 de octubre y la bolsa de Briansk se rindió el 6. Sin embargo, al no poder participar Guderian con todas sus fuerzas, la mayor parte de los ejércitos soviéticos se replegaron a Mtsensk. El 7 de octubre se intentó tomar esta ciudad, pero los caminos llenos de barro permitieron que los soviéticos atacaran a los tanques alemanes.

## Consecuencia
En total, 514 000 prisioneros fueron capturados en Viazma y Briansk, aunque los alemanes anunciaron haber tomado 673 000. A pesar de la derrota, en este punto de la guerra, la resistencia soviética se mostró más dura, ayudada también por el clima.
El 5 de diciembre Guderian se acercó a Tula desde el sur. Alarmado por la posible caída de Moscú, Stalin movilizó a toda la clase gobernante a Kúibyshev, que se convirtió en la capital de facto de la Unión Soviética, aunque él decidió quedarse en el Kremlin para dar el ejemplo a la población. En este punto de la guerra, Gueorgui Zhúkov tomó la defensa de Moscú bajo su mando, dándole un giro a la desastrosa situación soviética.
Después de observar la resistencia rusa en Briansk y Viazma, los militares alemanes se empezaron a dar cuenta de que tomar a la Unión Soviética sería una tarea más difícil de lo que habían creído. Heinz Guderian escribiría en su diario: "Los rusos han aprendido unas cosas".
- Datos: Q4870577
- Multimedia: Orel-Bryansk Operation / Q4870577